# Tunnel Behringen
Der Tunnel Behringen liegt zwischen Arnstadt und Ilmenau beim thüringischen Ort Behringen. Er besteht aus zwei 465 m langen Tunnelröhren für die Richtungsfahrbahnen der Bundesautobahn 71 Erfurt–Schweinfurt und einer dritten Röhre für die Eisenbahnneubaustrecke Erfurt–Ebensfeld, was einzigartig in Deutschland ist.
Der Tunnel unterquert den Osterberg, einen kleinen bewaldeten Bergkamm und Ausläufer der Reinsberge, mit einer Überdeckung zwischen 13 m und 31 m. Dabei werden Verwerfungen mit Buntsandstein- und Muschelkalkschichten gekreuzt (Eichenberg–Gotha–Saalfelder Störungszone). Überquert wird der Tunnel durch die Kreisstraße von Behringen nach Arnstadt.
Der Bau des Tunnels wird im Tunnelmuseum Niederwillingen beleuchtet.

## Autobahntunnel

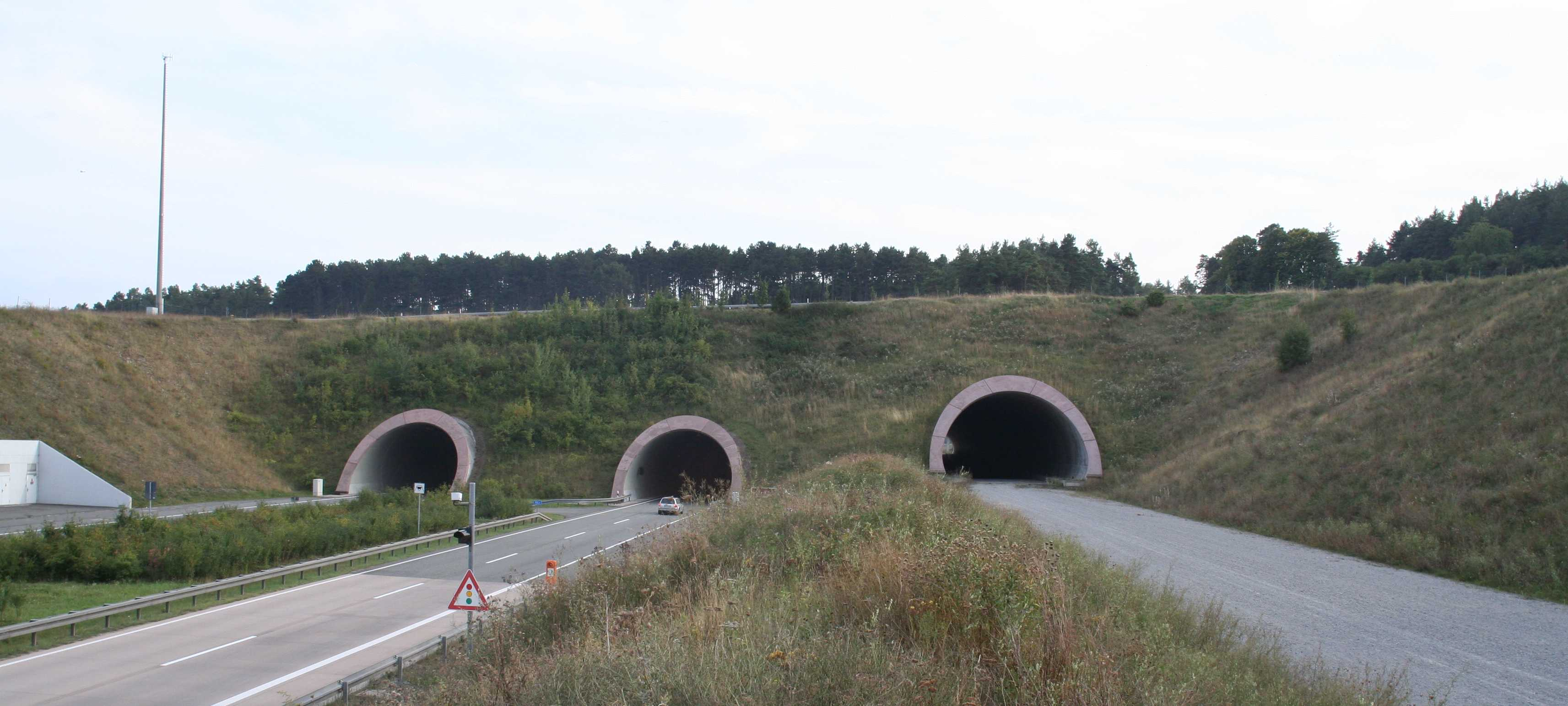
Tunnel Behringen, nördliches Portal (Sept. 2006)

Der Autobahntunnel liegt bei Kilometer 92,5 zwischen den Anschlussstellen Arnstadt-Süd und Stadtilm. Der Abstand zwischen den Röhren beträgt etwa 25 m. Jede Röhre hat eine Lichtraumhöhe von 4,5 m und eine Lichtraumbreite von 9,5 m, die sich aufgliedert in zwei 3,5 m breite Fahrstreifen, Randstreifen von 0,25 m und beidseitige Notgehwege von 1,0 m Breite. Der Tunnelbau wurde mechanisch mit Baggern und Spritzbeton nach der  neuen österreichischen Tunnelbauweise ausgeführt. Die Röhren wurden vom nördlichen Portal aus aufgefahren. Die Regelquerschnittsfläche beträgt 80,5 m², wobei das Ausbruchmaterial in den anschließenden Streckenabschnitten eingebaut wurde. Die Belüftung der Röhren erfolgt natürlich. Der Tunnel war 1998 fertiggestellt.

### Sicherheit
In Tunnelmitte verbindet ein Querstollen die beiden Tunnelröhren und kann von Rettungsfahrzeugen befahren werden. Je Fahrtrichtungstunnel sind zwei Notrufkabinen vorhanden.

## Eisenbahntunnel

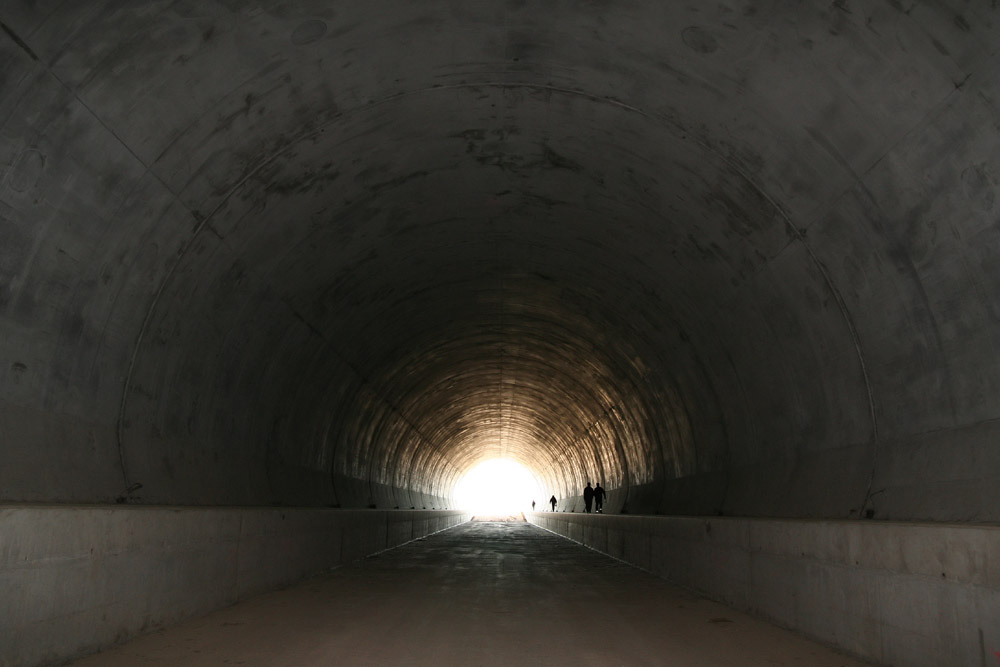
Rohbaufertiger Eisenbahn-Tunnel Behringen der Neubaustrecke Ebensfeld–Erfurt von innen (2006)

Der zweigleisige, 463 m lange Eisenbahntunnel liegt mit ungefähr 44 m Abstand westlich des Autobahntunnels zwischen den Streckenkilometern 163,287 und 164,750. Die Regelquerschnittsfläche des maximal 13 m breiten Tunnels beträgt 101 m². Der Tunnel hat damit einen für 4,70 m Gleisabstand bemessenen Querschnitt, der durch die fertiggestellte Bahnstrecke nicht ausgenutzt wird. Die anderen Tunnel im Thüringer Abschnitt der Schnellfahrstrecke haben einen auf 92 m² reduzierten Querschnitt für 4,50 m Gleisabstand, der auf eine Planänderung aus dem Jahr 1998 zurückgeht. Ein Notausgang ist nicht vorhanden. Der Bau des zweischaligen Tunnels erfolgte im gleichen Zeitraum und mit der gleichen Technik wie bei der Autobahn. Der Tunnelanschlag war am 7. März 1997. Am 22. August 1997 um 13:34 Uhr wurde der Tunnel symbolisch durchgeschlagen. Die Länge des Bauwerks beträgt 463 m, die Überdeckung bis zu 16 m.
Seit der Fertigstellung war das Bauwerk jahrelang ungenutzt. Zur Inbetriebnahme der Strecke hat der Tunnel eine Feste Fahrbahn erhalten, die auch für Straßenfahrzeuge befahrbar ist. Die Inbetriebnahme für den Regelverkehr erfolgte, als Teil der Strecke zwischen Ebensfeld und Erfurt, am 10. Dezember 2017.